# Sicydium rosenbergii
Sicydium rosenbergii är en fiskart som först beskrevs av Boulenger, 1899.  Sicydium rosenbergii ingår i släktet Sicydium och familjen smörbultsfiskar. Inga underarter finns listade i Catalogue of Life.